# 松田晃演
松田 晃演（まつだ あきのぶ、1933年6月28日 - 2021年1月17日）は、日本のクラシックギター奏者。アンドレス・セゴビアの高弟である。旧名は松田二朗。
アントニオ・デ・トーレス作のギターを使用してコンサート活動、CD制作などを行っていた。

## 経歴
兵庫県姫路市に生まれる。13歳からギターを始め、最初は自宅の隣の正覚寺の住職・藤井紫朗からギターを教わる。神戸大学経済学部を卒業後、1957年に月刊ギター専門誌「ギターの友」新人音楽賞を受賞。
1959年、演奏のため訪日したアンドレス・セゴビアを歓迎する食事会の時の歓迎演奏でセゴビアに認められ弟子となり、翌年渡欧する。アンドレス・セゴビア、アリリオ・ディアスによる2回の夏期講習を受ける。初日のレッスンで、セゴビアから「Japan now has a guitarist」と評価される。その後も、機会ある毎にセゴビアから指導、アドバイスを受ける。シエナではアリリオ・ディアスのレッスンを受けている中、フランシスコ・タレガの直弟子であるエミリオ・プジョルからもタレガ作曲の「パバーナ」などの指導を受ける。セゴビアの推薦によりジョン・ウィリアムスの下でも学ぶ。
1961年、セゴビアをチェアマンとした国際ギターコンクールでパパス・プヤナ賞を獲得する。その後、シカゴのギタリスト、ジム・ノリスがアメリカでのコンサートツアーを企画し招待され渡米、十数都市で演奏、TVおよびラジオなどに出演した。デトロイトではジャズギタリストのウェス・モンゴメリーと出会い、彼の要望でバッハを1曲弾いた。
1969年、カーネギー・ホールにてニューヨークデビューを果たす。『ニューヨーク・タイムズ』紙から「自己のスタイルを展開」と評される。また、アメリカ各地、カナダ、ロンドンのウィグモア・ホールでもコンサートを行う。以降もイギリスでのコンサートツアー、パリ、ダブリンでの演奏、ノルウェイのベルゲン音楽祭、香港芸術音楽祭にソリストとして出演など世界各地で演奏活動を行う。1970年より数年間、モルナール主催の夏期講習会のギター課の講師を務める。1976年にはアルハンブラ宮殿におけるセゴビアの音楽映画撮影に演奏助手として招待される。
1979年、カステルヌオーヴォ＝テデスコ協会の名誉評議員となる。カステルヌオーヴォ＝テデスコからは楽曲、手紙、写真等を送られており、またカステルヌオーヴォ＝テデスコ宅でのセゴビアのコンサート後のパーティに招待され、ハイフェッツらと共に参加した。カステルヌオーヴォ＝テデスコは松田の演奏を録音したテープを聴き、称賛の手紙を送っている。カステルヌオーヴォ＝テデスコ作曲の「プラテロと私」では朗読で岸田今日子や、木村功、クリストファー・ニューパンと共演、藤城真悟の影絵と八千草薫の朗読とも共演した。
1980年にはセゴビアから「芸術家として、また、友人として彼を愛する」とのメッセージを受ける。1982年にも訪日中のセゴビアから「どのような複雑なパッセージも易々と演奏するテクニックを持っている」、「今では彼は自分の翼で高く、見事に飛んでいる」との推薦文をもらう。また当時、松田が講師をしていたNHK「ギターを弾こう」にセゴビア自身が出演に同意していたが、NHKの判断により実現されなかった。
1985年にはカステルヌオーヴォ＝テデスコ作曲『カプリチョ・デ・ゴヤ』より数曲を世界初演した。同年、姫路文化賞も受賞している。1989年に開かれた第1回アンドレス・セゴビア国際ギターコンクールの審査員をアリリオ・ディアス、カルバレロ、ナルシソ・イエペスらとともに務める。その後も、ドイツのミュンヘン市立博物館等、 様々な場所でのコンサートや、エッセイ集である「ギターは小さな星のオーケストラ」の発売、CD「サウンドオブザギター」シリーズの制作、発売等の活動を続けた。
2021年1月17日、肺がんのため死去。

## 作品

### LP
- アルハンブラの思い出
- 禁じられた遊び
- 新宿を彼女は行く
- プラテロと私
- 松田二朗バッハを弾く
- 日本の歌（1972年）
- The Classic Sound of the Guitar（1972年）
- サウンド・オブ・ザ・ギター1（197?年）

### CD
- サウンド・オブ・ザ・ギター2（1994年）
- サウンド・オブ・ザ・ギター3（2003年）
- サウンド・オブ・ザ・ギター4（2006年）
- 聴くギター音楽入門CD（2011年）

### 著書
- ギターは小さな星のオーケストラ（2001年）
- 天国と地獄（2018年）